# Moulotte
 Moulotte  es una población y comuna francesa, en la región de Lorena, departamento de Mosa, en el distrito de Verdún y cantón de Fresnes-en-Woëvre.
Está integrada en la Communauté de communes du Canton de Fresnes-en-Woëvre.

## Demografía
| 98 | 77 | 67 | 59 | 76 | 75 |
| Para los censos de 1962 a 1999 la población legal corresponde a la población sin duplicidades (Fuente: INSEE [Consultar]) |    |    |    |    |    |